# Chondrostereum purpureum
Chondrostereum purpureum, conocido como plateado de los frutales y hongo asesino de árboles, es un hongo patógeno vegetal. Ataca a la mayoría de las especies de la familia Rosaceae, particularmente el género Prunus. Sus esporas dispersadas por el viento, colonizan madera fresca expuesta. Por esta razón se suele podar en verano cerezos y ciruelos, cuando es menos probable que las esporas estén presentes y la enfermedad es visible. El plateado de los frutales afecta también pomáceas como manzanos y perales. Los ciruelos son especialmente vulnerables.

## Taxonomía
La entrada en Index Fungorum muestra el nombre y sinónimos actual de Chondrostereum purpureum. En el pasado el nombre Stereum purpureum era de uso común, pero de acuerdo a la taxonomía moderna este hongo es sólo muy lejanamente relacionada con Stereum, en realidad pertenece al orden Polyporales, mientras que Stereum está en orden Russulales.

## Características
Después de comenzar solo como una costra en la corteza, el cuerpo fructífero desarrolla una estructura ondulante de unos 3 cm de ancho, que tiene una estructura gomosa dura. Los bordes y las superficies inferiores fértiles, muestran un vívido color púrpura, mientras el hongo está creciendo y la superficie superior es de color gris.
Después de una semana o dos, el cuerpo fructífero se seca, se vuelve frágil y de un color marrón. La madera infectada puede ser reconocida porque se tiñe de un color más oscuro.

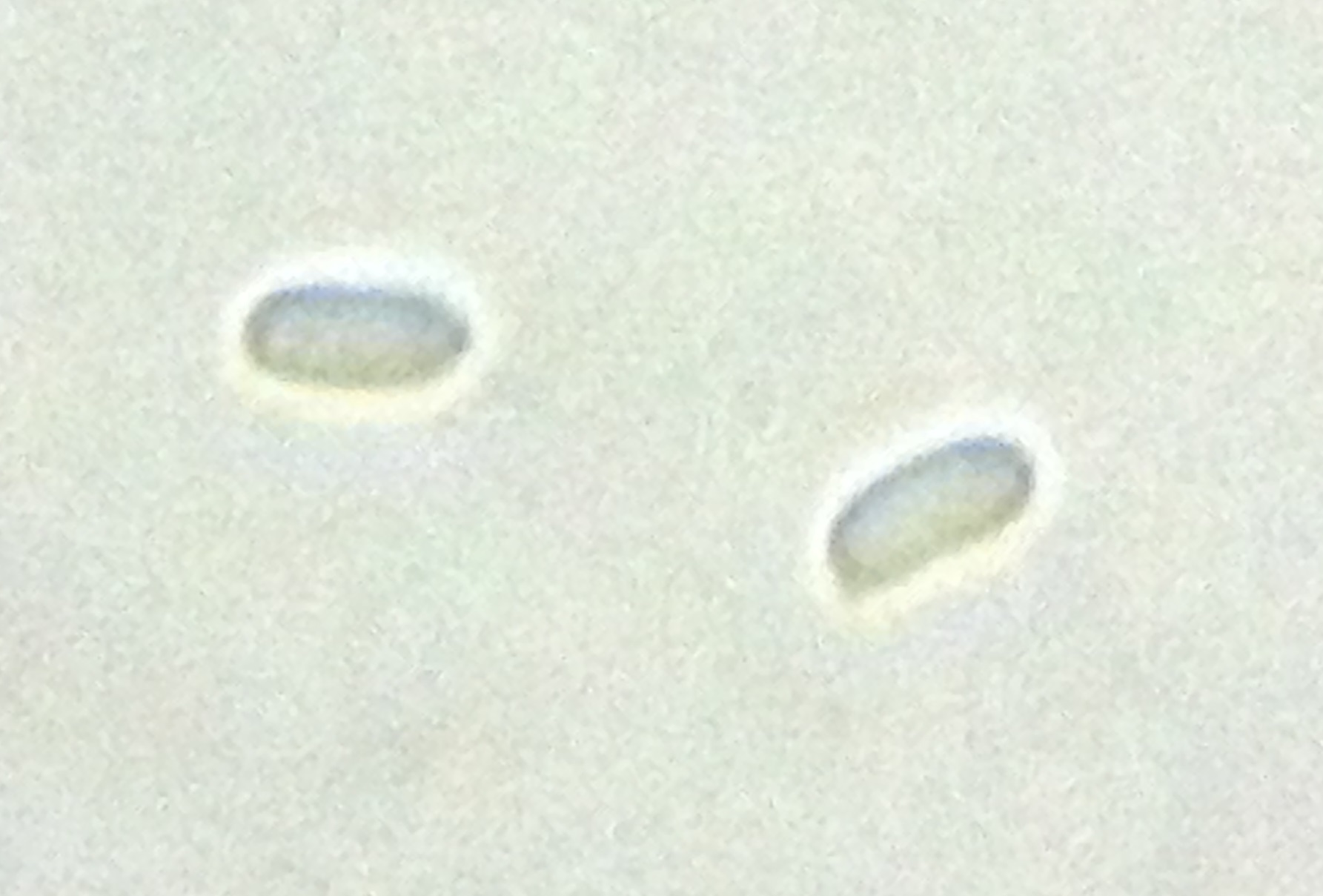
Esporas de Chondrostereum purpureum

Las esporas son cilindros redondeados de unos 5 a 8 µm x 3 a 4 µm de tamaño. La estructura de las hifas es monomítica y con unión en fíbula.
Se encuentra a menudo en tocones viejos o madera muerta, pero también puede ser un parásito serio de árboles vivos. Así como a los ciruelos, ataca a otras especies de hoja ancha, como manzanos, perales, sauces, álamos, arces, robles y olmos. De vez en cuando también infecta a coníferas (abetos, tuyas, etc.) Geográficamente tiene probablemente la misma distribución que sus hospederos. Es común en bosques, huertos y plantaciones frutales de climas templados.

## Agente de control biológico
Chondrostereum purpureum está disponible comercialmente como método de combate de árboles "maleza" como aliso rojo y álamo temblón y otras especies. El hongo es aplicado directamente al árbol "maleza" en una pasta nutritiva la cual debe ser manejada y guardada convenientemente. De acuerdo con un reporte de la Agencia Canadiense de Manejo de Pestes, el uso de este método de control tiene solo un impacto limitado sobre árboles a los cuales no se quiere eliminar, debido a que las esporas están en todas partes y árboles sanos son resistentes al ataque.

## Infección en humanos
En 2023 se publicó el primer caso de un hombre infectado por Chondrostereum purpureum en Calcuta, quien experimentó malestares como tos, fatiga, dificultad para tragar y voz ronca durante, al menos, tres meses. La infección le causó fiebre y un absceso paratraqueal, que obstruyó parcialmente sus vías respiratorias. Recibió como tratamiento un medicamento antimicótico diario durante dos meses, hasta su mejoría.